# Івета Бартошова
Івета Бартошова (чеськ. Iveta Bartošová; 8 квітня 1966, Челадна — 29 квітня 2014, Прага) — чеська поп-співачка і акторка. Відома як сольна артистка, а також як учасниця дуету з Петром Сепеши. Агресивна увага ЗМІ до її особистого життя стала однією з причин її самогубства.

## Біографія
Народилася 8 квітня 1966 року в Челадне (Чехословаччина). Зростала в Френштаті-під-Радгоштем. У неї є старший брат Лумир і на 15 хвилин сестра-близнючка Івана. Івана Бартошова теж виступає на естраді, під псевдонімом Viana.
Івета Бартошова почала свою музичну кар'єру в 1982 році з гуртом «Dianthus» (у перекладі — Гвоздика). В 1983 році вона виступає на конкурсі молодих талантів в Їглаві і знайомиться з молодим співаком Петром Сепеши. Починається активна співпраця, результатом якого став виданий 1985 року альбом «Knoflíky lásky» (Гудзики любові, інший варіант перекладу — Клавіші любові). У червні 1985 року Сепеши гине в результаті аварії на залізничному переїзді. Бартошова пів року не виступає.
Через рік співачка входить до складу поп-гурту «Balet», з яким записує найвідомішу композицію колективу — «Hej pane diskžokej». Співпраця було недовгою, Івета починає сольну кар'єру. Її під свою опіку бере композитор Ладислав Штайдл.
Першими результатами успішного співробітництва з Штайдлом стали альбоми «I. B.» (1987) і «Blízko nás» (1989). Також з співачкою в той період співпрацював композитор Карел Свобода.
Початок 1990-х ознаменувався для Бартошової низкою експериментів зі стилями та репертуаром — у 1990 році виходять два її альбоми — збірка народних пісень «Zpívání s Ivetou» (Співаємо з Іветою) та англомовний альбом «Closer Now», що включає в себе пісні з перших двох альбомів в англійському перекладі.
Експерименти зі стилями знайшли своє відображення в альбомах «Natur» (1991) і «Václavák» (1992). Нові альбоми закріпили позиції Бартошової в хіт-парадах. До цих пір період кінця 1980-х — початку 1990-х вважається «золотою ерою» Бартошової.
До середини 1990-х у співачки починається творчий спад. Виходять альбоми «Tobě» (1993), «Malé bílé cosi» (1994), «Medové dny» (збірник синглів періоду 1984-1989) і «Čekám svůj den» (обидві — 1996), проте хітових пісень у них не було.
В той же час Бартошова знімається в головній ролі в фільмі Ярослава Соукупа «Весілля вампірів» і організовує турне Tour 94-96, яке проходить на ура. У жовтні народжує сина Артура від цивільного шлюбу з Ладіславом Штайдлом.
У 1997 році за пропозицією Карела Свободи Бартошова бере участь у постановці мюзиклу «Дракула». Участь у проєкті стає дебютом співачки в жанрі «мюзикл» і шляхом до повернення на сцену. Успіх подвійної ролі в «Дракулі» був закріплений двома альбомами — тричі платиновим «Ve jménu lásky» (В ім'я любові) і «Bílý kámen» (Білий камінь), які одержали нагороду «Золотий диск». Обидва альбоми вийшли 1998 року.
Через рік Бартошова організовує і проводить концертний тур «Deník Ivety» (Щоденник Івети) і випускає альбом «Jedna jediná» (Одна-єдина), який теж отримує «Золотий диск».
У 2002 році Бартошова випускає альбом «Hej pane diskžokej», у якому виконує старі пісні в євроденсовій обробці. Популярність співачки знову почала знижуватися. Однак Бартошова продовжує активно працювати як акторка мюзиклів.
2005 рік ознаменований черговим виходом альбому — збірник новорічних та різдвяних пісень «Vánoční Iveta». Однак популярність спадала, зокрема, через постійні сімейні конфлікти. В кінці 2006 року Бартошова оголошує творчу паузу.
Весь 2007 рік холдили плітки про стан здоров'я співачки — стає відомо, що вона лікується від алкоголізму і наркозалежності у психіатричній лікарні в празькому районі Кромержиж.
Пройшовши курс лікування, Бартошова проводить у 2008 році турне «Jsem zpátky» (Я повернулася). Організовується її участь у мюзиклі «Мона Ліза». Співачка в мюзиклі з невідомих причин не бере участі, проте він має величезний успіх.
Експерименти з євроденсом продовжилися випуском альбому «22». Через рік співачка записує другий збірник новорічних та різдвяних пісень «Když ticho zpívá». Альбом за обсягами продажів вийшов провальним, особливо через те, що його продавали в газетних кіосках.
Протягом року співачка записує альбом «Děkuju Vám, Andělové» (Спасибі вам, ангели). Починаються активні розмови про чергове повернення артистки на велику сцену. Через кілька років інформація про повернення підтвердилася. Однак, його не відбулося у зв'язку з самогубством Бартошової.

## Смерть
29 квітня 2014 року Івета Бартошова покінчила з собою. Об 11:29 за празьким часом поїзд «Прага — Бенешов» збив співачку на залізничному переїзді. Від отриманих травм артистка померла на місці. Багато музикантів зазначили, що полювання ЗМІ на співачку зіграло свою роль у цій трагедії, а вдівець Бартошової публічно звинуватив ЗМІ в події.
Ближче до осені вийшов останній альбом співачки, що отримав назву Iveta Naposledy (Івета наостанок). Він швидко став лідером продажів у Чехії та Словаччині, а в грудні того ж року — третій офіційний (і перший посмертний) збірник новорічних та різдвяних пісень O Vánocích (Про Різдво).
Через два роки після загибелі співачки, якраз до 50-річчя з дня її народження вийшов другий посмертний альбом Krásná neznámá (Прекрасна незнайомка), що увібрав в себе раніше невидані композиції і старі пісні в нових і раніше невідомих аранжуваннях.

## Кар'єра
Івета почала свою музичну кар'єру в 1982 році і до 2009 року випустила 17 сольних альбомів:
1. 1985 — Knoflíky lásky / Кнопки кохання (в дуеті з Петром Сепеши)
2. 1987 — I.B. / І. Б.
3. 1989 — Blízko nás / Поряд з нами
4. 1990 — Zpívání s Ivetou / Спів з Іветою  (збірка чеських народних пісень)
5. 1990 — Closer Now / Ближче (англомовний альбом)
6. 1991 — Natur / Натура
7. 1992 — Václavák / Вацлавак
8. 1993 — Tobě / Тебе
9. 1994 — Malé bílé cosi / Маленький білий сніг
10. 1996 — Medové dny (Kolekce singlů 1984—1989) / Медові дні  (Колекція синглів і позаальбомних пісень періоду 1984—1989 років)
11. 1996 — Čekám svůj den / Я чекаю на свій день
12. 1997 — Pohádky Arturovi / Казки для Артура (аудіокнига)
13. 1998 — Ve jménu lásky / Заради кохання
14. 1999 — Bíly kámen / Білий камінь
15. 2000 — Jedna jediná / Одна єдина
16. 2002 — Hej pane diskžokej / Ей, пане диск-жокей
17. 2003 — Dráhy hvězd / Шляхи зірок
18. 2005 — Vánoční Iveta / Різдво з Іветою  (збірка новорічних і різдвяних пісень)
19. 2008 — 22
20. 2009 — Když ticho zpívá / Коли тихо співаєш  (збірка новорічних і різдвяних пісень)
21. 2010 — Děkuju Vám, Andělové / Спасибі вам, ангели  (міні-альбом + ремікси)
22. 2012 — Viš, lásko / Знаєш, любов  (раритетні записи періоду 1985—1989 років)
23. 2014 — Iveta Naposledy / Івета наостанок
24. 2014 — O Vánocích / Про Різдво  (збірка новорічних і різдвяних пісень)
25. 2016 — Krásná neznámá / Прекрасна незнайомка

## Фільмографія
- 1993: Весілля Вампірів
- 1997: Дракула (мюзикл)
- 1998: Дід Мороз (мюзикл)
- 2000: Помаду (мюзикл)
- 2000: Монте-Крісто (мюзикл)
- 2003: Жанна д'Арк (мюзикл)
- 2004: Міс Сайгон (мюзикл)
- 2005: Знедолені (мюзикл)

## Особисте життя
- Цивільний чоловік — Ладислав Штайдл, композитор (нар.. 1945)
  - Син Артур Штайдл (нар.. 1996)
- У 2008—2010 роках була одружена з актором і продюсером Іржи Помейє  (нар.. 1964).
- З 24 вересня 2013 року і до своєї смерті була одружена з Йозефом Рихтаржем.

### Полювання ЗМІ
Івета Барташова була однією з найобговорюваніших особистостей чеських ЗМІ. За словами музичного продюсера Олдріха Ліхтенберга, вона «стала жертвою людей, які оточили її і тільки намагаються отримати вигоду від неї». У статті «Шановний народ, Івета Бартошова — не річ» (чеськ. Milý národe, Iveta Bartošová není věc), журналіст Томаш Балдински зазначив, що чеські таблоїди намагаються змінити людину, зробити її «річчю», і порівняв увагу громадськості до бід Бартошової з стерв'ятниками, які з посмішками дивились на влаштоване ними її вмирання.
«Ми вбиваємо її цим» — заявив Павло Новотни, журналіст і головний редактор сайту «Extra.cz». Новотни заявив, що суспільний попит настільки великий, що навіть люди, які не читають таблоїди, знають про неї. У липні 2013 року, коли Бартошова була госпіталізована, 745000 осіб (7 % населення Чехії) дивилися «Нічні новини» спеціально, щоб дізнатися про її стан.